# Erik Anton Grönholm
Erik Anton Grönholm, född 1785, död 3 maj 1807 i Södertälje, var en svensk målare och tecknare.
Grönholm studerade geometri och perspektivlära vid Konstakademien i Stockholm och medverkade i akademiens konstutställningar 1803-1807, bland annat med målningarna En rysk kusk och Drottningholmsvägens byggande. Hans konst består av historie- och genremålningar samt teckningar.  